# Tajmir atomjégtörő
A Tajmir (orosz betűkkel: Таймыр) orosz kis merülésű folyami és tengeri atommeghajtású jégtörő hajó, melyet 1989-ben állítottak szolgálatba a Szovjetunióban. Elsősorban a szibériai folyók és folyótorkolatok hajózhatóságának biztosítására használják. A Tajmir osztály első, névadó hajója, testvérhajója a Vajgacs. A hajót a Roszatomhoz tartozó Atomflot üzemelteti, honi kikötője Murmanszkban található. Nemzetközi hívójele: UEMM.

## Története és jellemzői
A hajtótestet szovjet megrendelésre a finn Wärtsilä Hietalahti hajógyár építette Helsinkiben, szovjet anyagokból. Az atomreaktor és a hajtóművek (turbinák, villamos motorok) , valamint egyes berendezések szovjet gyártmányúak. A hajótest 1988-ban készült el, június 30-án bocsátották vízre. Ekkor Helsinkiből átvontatták Leningrádba, ahol a Balti Hajógyárban beszerelték az atomreaktort és a hajtómű többi berendezését.
A hajóba egy darab, 171 MW hőteljesítményű, KLT–40M típusú atomreaktort építettek, mely két GTA 6421–OM5 típusú turbógenerátort működtet. A hajó három hajócsavarral van ellátva, melyek teljesítménye 36,5 MW. A hajó merülése mindössze 8,1 m, ez lehetősé teszi, hogy sekély vízben, folyókon és folyótorkolatokban is használják. Hajtóműve nyílt vízen 18,5 csomós maximális sebesség elérését teszi lehetővé. Jégtörő képessége 1,77 m, ilyen jégvastagság mellett a hajó 2 csomós sebességgel képes haladni. A hajó berendezései –50 °C-os hőmérsékletig üzemképesek.

## Üzemzavar a hajón
A Jenyiszej torkolatában tartózkodó Tajmir jégtörőn 2011 tavaszán kisebb nukleáris üzemzavar történt. Az atomreaktorból egy mikrorepedésen keresztül elszökött mintegy 6000 liternyi hűtőfolyadék, emiatt a reaktortérben kismértékben megnőtt a radioaktív sugárzás szintje. A hajó 30%-ra csökkentett reaktorteljesítménnyel és a tartalék dízelgenerátor segítségével visszatért murmanszki honi kikötőjébe, ahol később kijavították a hibát. Az eseményt az INES-skálán 0 fokozatúként sorolták be.